# 公子繇
公子繇（?—?），嬴姓，马非百《秦集史》认为他是秦惠文王的庶子。
前328年，在张仪的斡旋下，秦国、魏国和解。秦国派公子繇到魏国做人质，魏割上郡十五邑给秦国，张仪因而相秦。